# Thibivillers
 Thibivillers  es una comuna y población de Francia, en la región de Picardía, departamento de Oise, en el distrito de Beauvais y cantón de Chaumont-en-Vexin.
Su población en el censo de 1999 era de 205 habitantes.
Está integrada en la Communauté de communes du Vexin Thelle.

## Demografía
| 78 | 121 | 134 | 138 | 168 | 205 |
| Para los censos de 1962 a 1999 la población legal corresponde a la población sin duplicidades (Fuente: INSEE [Consultar]) |     |     |     |     |     |

- Datos: Q933173
- Multimedia: Thibivillers / Q933173

1. ↑  Worldpostalcodes.org, código postal n.º 60240.
2. ↑  INSEE, Datos de población para el año 2012 de Thibivillers (en francés).